# Lamu
För andra betydelser, se Lamu (olika betydelser).
Lamu är en ort på Lamu Island i Kenya. Den är huvudort i distriktet Lamu i provinsen Kustprovinsen och hade 13 243 invånare vid folkräkningen 2009. Lamu har en liten flygplats, Lamu Airport, som ligger på den närbelägna Mandaön.

## Gamla stan i Lamu

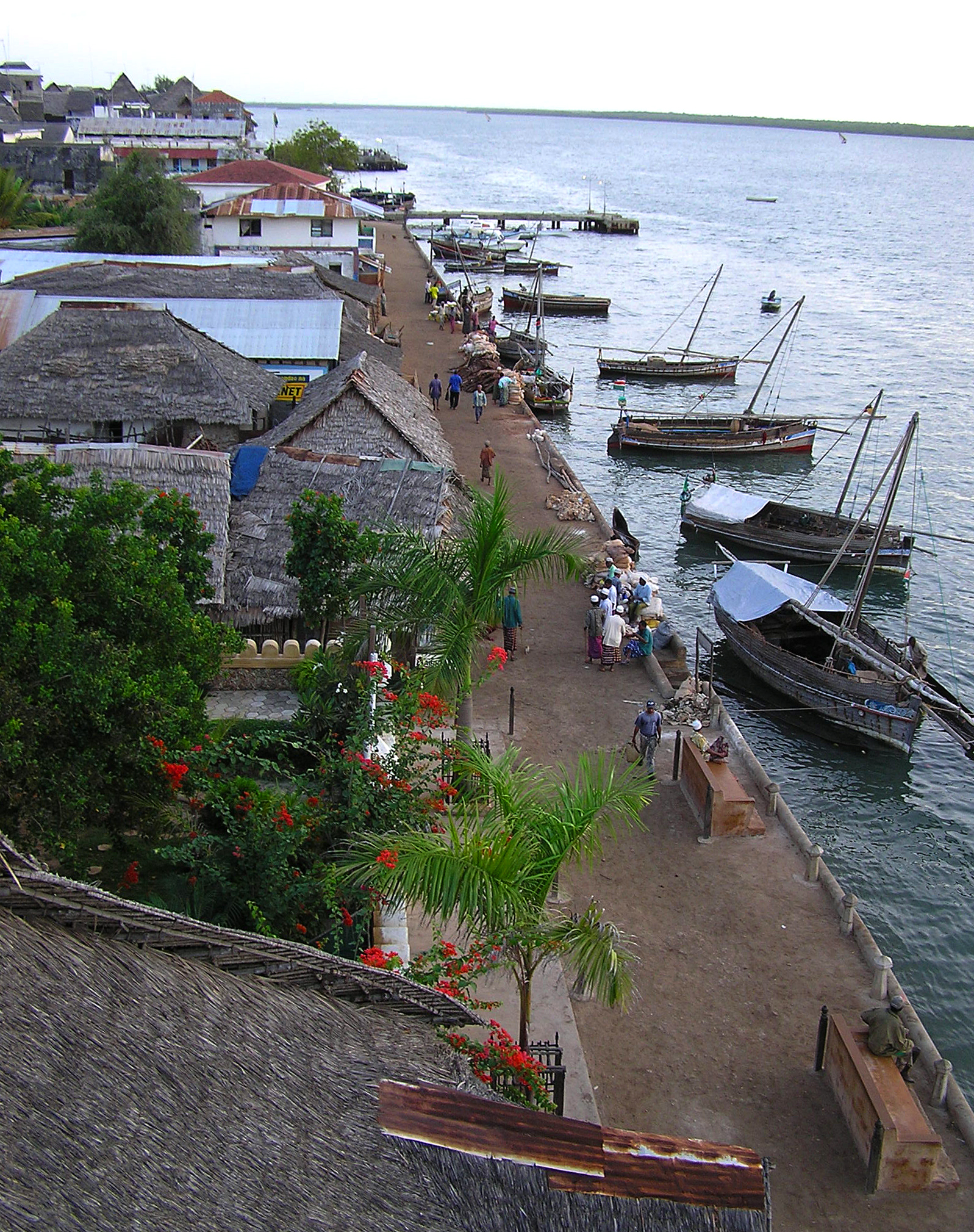
Kusten vid Lamu.

Gamla stan i Lamu hör till den äldsta bevarade bebyggelsen i swahiliansk arkitektur i Östafrika. Denna hamnstad är byggd av korallsten och mangroveträ. Huvuddelen av bebyggelsen är från 1700-talet eller äldre. Arabiska köpmän slog sig ned i området under perioden 800-1200-talet, och ordet swahili kommer från arabiskans ord för kust, sahil.  Lamu var en självständig stadsstat fram till 1506, då portugiserna invaderade staden för att få kontroll över handeln. Slaveri förekom ända till 1907. Lamus gamla stadsdel upptogs på Unescos världsarvslista 2001.